# 大理鳳儀空港
大理鳳儀空港（だいりほうぎくうこう）は中華人民共和国雲南省大理ペー族自治州大理市に位置する空港。大理市街から12km離れている。

## 概要
4C級の支線空港で、2600mの滑走路を持ちボーイング737が発着出来る。2006年2月26日の初飛行より雲南祥鵬航空のハブ空港だったが、2010年3月25日より昆明巫家壩国際空港にハブ空港を移転した。

## 沿革
- 1993年7月1日 - 建設開始[4]
- 1995年11月28日 - 正式開港[4]
- 2003年9月15日 - 4車線で全長12.8km、2.74億元の費用をかけた大理市街との空港連絡道が開通[9]。
- 2004年4月26日 - 雲南機場集団が成立し、以後の管理運営を担当[10]
- 2004年11月5日 - 空港資産が雲南省政府から雲南機場集団に移管[11]
- 2007年5月20日 - 拡張工事開始[12]
- 2008年11月20日 - 拡張工事竣工[12]
- 2009年8月16日 - 新空港ターミナルビルを含む拡張された施設を正式使用開始[12]

## 就航航空会社と就航路線
- 中国東方航空 - 昆明[13]
- 中国南方航空 - 昆明、広州[14]
- 祥鵬航空 - 昆明、シーサンパンナ[13]
- 中国西部航空 - 重慶[13]
- 海南航空 - 昆明、シーサンパンナ[14]